# Fallujah (groupe)
Pour la ville d'Irak, voir Falloujah.
Fallujah est un groupe de death metal technique américain, originaire de San Francisco, en Californie. Formé en 2007, le groupe est actuellement composé de deux de ses membres fondateurs, Scott Carstairs (guitare) et Alex Hofmann (guitare et vocaux), ainsi que du batteur Andrew Baird (arrivé en 2007), du bassiste Rob Morey (arrivé en 2009) et du guitariste Brian James, qui a rejoint le groupe en 2014. Les précédents membres du groupe incluent Dan Wissinger et Brandon Hoberg à la basse, Tommy Logan à la batterie, Suliman Arghandiwal au chant et Rob Maramonte et Anthony Borges à la guitare. 
Fallujah, actuellement signé au label Nuclear Blast, compte quatre albums, le dernier étant Undying light, publié en 2019.

## Biographie

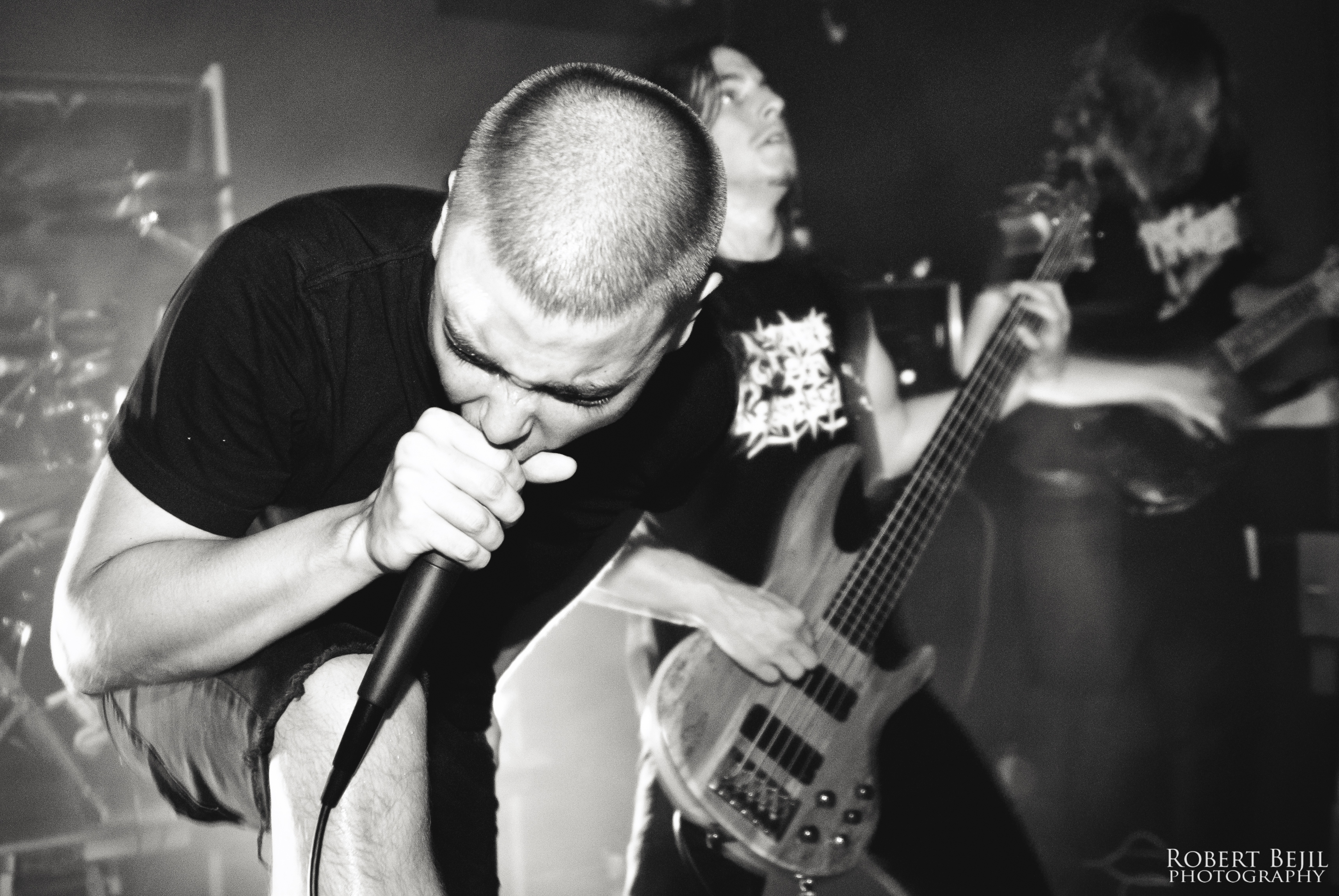
Fallujah sur scène au Dome de Bakersfield, en 2011.

Fallujah est formé au début de l'année 2007 par Scott Carstairs, Alex Hofmann, Tommy Logan, Dan Wissinger et Suliman Arghandiwal, un groupe d'amis fréquentant le même lycée. Ils jouent leur premier concert le 15 juin 2007 à Walnut Creek en Californie. Les quatre premiers morceaux qu'ils sortent, sous forme de démo, sont Tyrant, Verdict, Schleicher et Infidel. À l'époque, le groupe est très influencé par la scène hardcore de la Bay Area, et notamment par les groupes Lionheart, Hoods, Suffokate et Lose None avec qui ils jouent souvent.
Toujours cette même année, Dan Wissinger et Tommy Logan quittent le groupe. Brandon « Brando » Hoberg du groupe Vivisection rejoint le groupe à la basse et Andrew Baird, un ami, à la batterie. Durant l'hiver 2007, Fallujah enregistre sa deuxième démo aux TWS Studios à Vacaville en Californie. Cette démo, constituée des morceaux Prophets, Blacklist et 100 Years From Now, sort en janvier 2008.
Après une année passée à jouer des anciens morceaux, le groupe commence la composition de son EP Leper Colony. Juste avant de commencer l'enregistrement, le chanteur Suliman Arghandiwal quitte le groupe. Le guitariste Alex Hofmann prend alors le rôle de chanteur, au moment où Rob Maramonte rejoint le groupe en tant que guitariste. Leper Colony marque les prémices de ce qui allait devenir la marque de fabrique du groupe, un mélange de death metal technique, de black metal et d'éléments atmosphériques comme l'heavy reverb ou les synthétiseurs. Le groupe commence l'enregistrement le jour de l'an avec Sam Pura des Panda Studios de San Francisco. L'EP sort à la fin du mois de janvier 2009.
Après la sortie de l'EP, Fallujah commence à jouir d'une solide réputation. Le groupe part pour sa première véritable tournée juste après la fin de leurs années lycée. De 2009 à 2011, le groupe embarque pour plusieurs tournées aux États-Unis, avec des groupes comme Fallen Figure, Picture it in Ruins, Condemned, Diskreet ou Catalepsy. 
En 2011, Fallujah sort son premier album studio, The Harvest Wombs (en), sous le label californien Unique Leader Records. L'album leur permet d'étoffer leur nombre de fans et d’abandonner les breakdowns. Après la sortie de The Harvest Wombs, le groupe part pour plusieurs tournées, en ouverture de groupes tels que Suffocation, Goatwhore, Hate Eternal, The Black Dahlia Murder, Cephalic Carnage, Skeletonwitch, Havok et Pathology. En mai 2013, le groupe sort l'EP -Nomadic-. Le 22 juillet 2014, Fallujah sort son deuxième album studio, The Flesh Prevails (en), sous le label Unique Records. L'album est publié alors que le groupe est en pleine tournée du Summer Slaughter avec Morbid Angel, The Faceless, Dying Fetus et Thy Art Is Murder. En septembre 2014, le groupe annonce une nouvelle tournée nord-américaine qui commence le 9 octobre à Eugene, dans l'Oregon, avec le groupe canadien Archspire.
En janvier 2015, le groupe annonce avoir signé avec le label allemand Nuclear Blast. En février 2016, le groupe annonce la sortie de son troisième album studio, Dreamless (en), le 29 avril, au label Nuclear Blast,,. 
Le 14 juillet 2017 Alex Hoffmann annonce son départ du groupe via un communiqué Facebook après avoir passé 10 ans dans le groupe.

## Récompenses
- 2016 : l'album Dreamless est classé 4e meilleur album de l'année par les lecteurs du site Metalorgie.com[9]

## Membres

### Membres actuels
- Andrew Baird – batterie (depuis 2007)
- Scott Carstairs – guitare (depuis 2007)
- Kyle Schaefer – chant (depuis 2022)
- Evan Brewer – basse (depuis 2022)

### Anciens membres
- Dan Wissinger – basse (2007)
- Brandon « Brando » Hoberg – basse (2007-2009)
- Tommy Logan – batterie (2007)
- Suliman Arghandiwal – chant (2007-2008)
- Rob Maramonte – guitare (2008-2009, 2010-2013)
- Anthony Borges – guitare (2009-2010)
- Chason Westmoreland – batterie (live) (2012)
- Alex Lopez – batterie (live) (2012)
- Nic Gruhn – guitare (live) (2013)[1]
- Alex Hofmann – guitare (2007), chant (2008-2017)
- Rob Morey – basse (depuis 2009)
- Brian James – guitare (live) (2013-2014), guitare (2014-2022)
- Antonio Palermo – chant (2019)

## Discographie

### Autres parutions
- 2009 : Demo 2009 (démo)
- 2009 : Leper Colony (EP)
- 2010 : Demo 2010 (démo)
- 2013 : -Nomadic- (EP)[1]